# 長蛇座V
長蛇座V（V Hydrae，縮寫：V Hya）是一顆位於長蛇座的碳星。這顆垂死恆星因為發現噴發高溫電漿物質現象而受到天文學家的注目，並且被認為是研究恆星形成行星狀星雲過程的重要天體。

## 光度變化

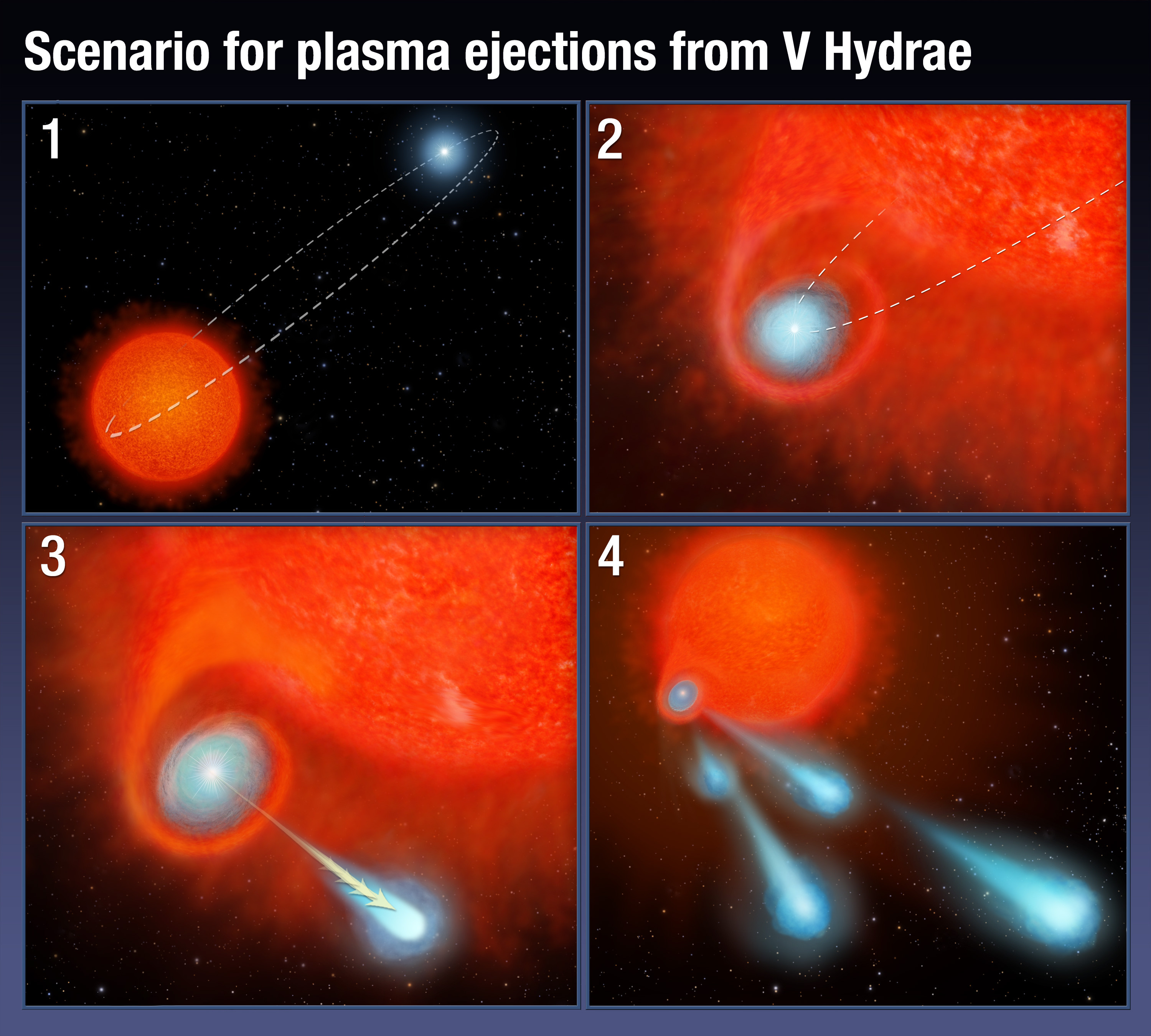
長蛇座V的電漿物質噴發想像圖。

長蛇座V是一顆SRa型半規則變星，有時也被認為是米拉變星。它的光變周期約530日，亮度變化約1到2等，但有時會發生週期長達約6160日的光度大幅下降，可下降至12等。

## 演化階段
長蛇座V是一顆碳星，在赫羅圖上位於漸近巨星分支（AGB），並且內部的上翻現象使核心物質往外流出，因此它的大氣層碳含量高於氧。而長蛇座V的質量流失率相當高，代表幾乎要到達漸進巨星分支的最終階段，並即將失去所有外圍氣體成為行星狀星雲。有時會將此演化階段稱為後漸近巨星分支（post-AGB）。

## 伴星
長蛇座V有一顆可直接觀測的伴星，在天球上相距46"，是視星等11.5的K0型巨星。
另外，長蛇座V還有一顆無法直接觀測的伴星，軌道週期8.5年；這暗示長蛇座V的紫外超量與物質噴發與該伴星通過近星點時相關。有天文學家認為長蛇座V每17年的亮度大幅下降現象是因為伴星上的雲層通過長蛇座V與觀測者之間所造成。

## 物質噴發
長蛇座V 表面有匯聚成平行噴流的高速物質噴發現象，並且周圍有噴發物質組成的盤狀結構。因為該恆星本身被認為已經在漸近巨星分支的最終階段，並開始形成行星狀星雲，因此它的物質噴發機制可以讓天文學家研究漸進巨星分支恆星演化為行星狀星雲的關鍵時刻。目前建立的長蛇座V的物質噴發模型是，以高橢圓率軌道環繞年老巨星的緻密天體通過距離巨星最近處時，其潮汐力會使巨星表面物質如同子彈般向外拋射出。並因為物質噴發時的方向突變機制，物質會向緻密天體運轉方向的反方向噴射。